# Azione Socialista Portoghese
L'Azione Socialista Portoghese (ASP) (1964 - 1973) (in portoghese: Acção Socialista Portuguesa) è stata un'organizzazione politica portoghese fondata a Ginevra da Mário Soares, Manuel Tito de Morais e Francisco Ramos da Costa nel novembre 1964.
Rappresentando un nuovo sforzo di strutturazione del movimento socialista, la verità è che non è riuscito a stabilire le basi di impianto a cui aspirava, conciliando a fatica gli strumenti di lotta nella clandestinità con le poche possibilità di intervento legale consentite dal regime salarista.
L'ASP ha iniziato a pubblicare il Portugal Socialista nel maggio 1967, stabilendo numerosi contatti con organizzazioni e partiti internazionali, ed è stato formalmente ammesso all'Internazionale socialista nel 1972.
Era l'embrione del Partito Socialista Portoghese.